# Любовь — странная штука
«Любовь — странная штука» (англ. Love is Strange) — французско-американский фильм режиссёра Айры Сакса. Премьера фильма состоялась на кинофестивале «Сандэнс». Фильм был номинирован на премию «Спутник» в категории «Лучший фильм».

## Сюжет
Бен и Джордж, прожив вместе 39 лет в Манхэттене, решают пожениться. Джордж преподает музыку в католической школе, и когда до руководства доходят новости о его замужестве, его увольняют. Без его дохода пара больше не может позволить себе апартаменты в Нью-Йорке и им приходится временно жить у своих родственников и друзей. Бену приходится жить у своего племянника Эллиота, который живёт с женой Кейт и сыном Джои, в то время как Джордж живёт с их бывшими соседями Тедом и Роберто.

## В ролях
- Джон Литгоу — Бен
- Альфред Молина — Джордж
- Мариса Томей — Кейт
- Чарли Тахэн — Джои
- Шайенн Джексон — Тед
- Даррен Э. Берроуз — Эллиот
- Харриет Сэнсом Харрис — Хани
- Татьяна Збировская — Злата
- Кристиан Коулсон — Иэн
- Ольга Зуева — Евгения
- Джейсон Стюарт — официант

## Восприятие
Фильм получил положительные отзывы критиков. На сайте Rotten Tomatoes фильм имеет рейтинг 94 % на основе 154 рецензий со средним баллом 7,8 из 10.